# Thalictrum reticulatum
Thalictrum reticulatum är en ranunkelväxtart som beskrevs av Adrien René Franchet. Thalictrum reticulatum ingår i släktet rutor, och familjen ranunkelväxter. Utöver nominatformen finns också underarten T. r. hirtellum.